# Mercy Otis Warren
Mercy Otis Warren, née le 14 septembre 1728 et morte le 19 octobre 1814, est une historienne, dramaturge et poète américaine. Elle est connue comme la « conscience de la révolution américaine », certains historiens la surnomment même « la première dame de la révolution »,. 
Elle écrit plusieurs pièces de théâtre anti-britanniques et anti-loyalistes entre 1772 et 1775, puis elle est la première à donner une interprétation jeffersonienne (anti-fédéraliste) de la révolution intitulée History of the Rise, Progress, and Termination of the American Revolution, publiée en trois volumes en 1805.

## Jeunesse
Mercy Otis, née à Barnstable dans le Massachusetts, est la troisième enfant du colonel James Otis (1702-1778) et de Mary Allyne Otis (1702-1774). Ses frères aînés sont James, futur penseur et figure de la révolution, et Joseph qui deviendra brigadier-général. Une sœur du colonel prénommée également, « Mercy » est l'épouse du révérend Jonathan Russell qui prendra en charge l'éducation de Mercy et de ses deux frères.

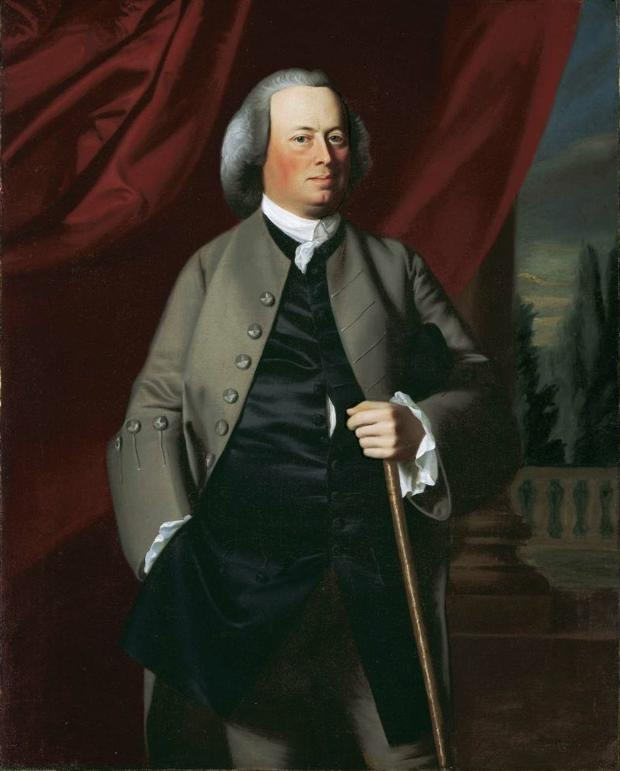
James Warren, mari de Mercy, vers 1763 par John Singleton Copley.

En 1754, Mercy Otis épouse James Warren, un riche fermier et commerçant de Plymouth qui est un ami, et a fait ses études, à Harvard, avec son frère James (que Mercy surnomme Jemmy). Ils s'installent à Plymouth et auront cinq fils, James (1757-1821), Winslow (1759-1791), Charles (1762-1784), Henry (1764-1828) et George (1766-1800).

## Politique
Son époux James fait une brillante carrière politique. En 1765, il est élu à la Chambre des représentants du Massachusetts dont il devient président puis président du Congrès de la Province du Massachusetts (gouvernement provisoire lors de la révolution). Mercy participe activement à la vie politique de son mari. Les Warrens s'investissent de plus en plus dans le conflit qui oppose les Treize colonies au gouvernement britannique. Leur demeure devient un lieu central de la politique où ils accueillent des réunions des Fils de la Liberté, parmi lesquels on compte leur ami, John Adams. Tout comme le père de Mercy et ses frères, les premiers « patriotes » n'apprécie guère le gouverneur colonial. Mercy devient peu à peu une voix politique forte défendant des idées de liberté, de démocratie et d'indépendance pour les colonies américaines. Son mari l'encourage à écrire, la surnommant tendrement scribbler (la scribouillarde). Elle est alors son principal correspondant et conseiller.

## Œuvres politiques pendant la révolution
Mercy s'est forgé un fidèle cercle d'amies avec qui elle correspond régulièrement, comme Abigail Adams, Martha Washington et Hannah Winthrop. Dans une lettre à Catharine Macaulay elle écrit: « L'Amérique reste armée de résolution et de vertu; mais elle rechigne toujours à porter l'épée contre la nation dont elle est issue. Aujourd'hui la Grande-Bretagne, comme un parent dénaturé est prête à plonger sa dague au cœur de son affectueuse progéniture. » Leur correspondance, permet d'accroître la connaissance des problèmes de ces femmes qui soutiennent et influencent le cours des évènements pour la cause de l'Amérique.
Elle devient la correspondante et la conseillère de nombre de leaders politiques, dont Samuel Adams, John Hancock, Patrick Henry, Thomas Jefferson, George Washington et tout particulièrement John Adams, qui devient son mentor littéraire dans les années qui mènent à la révolution. Dans une lettre à James Warren, Adams écrit, « Dites à votre épouse que Dieu tout-puissant lui a confié ces pouvoirs pour le bien du monde, que par la Providence, il n'accorde qu'à peu d'êtres humains. Que plutôt qu'être une faute de les utiliser, il serait criminel de les négliger .»
Avant la révolution, en 1772, lors d'une réunion politique chez les Warren, ils fondent les Committees of Correspondence avec Samuel Adams. Mercy écrira à ce propos, « aucune étape ne contribua à souder davantage l'union des colonies. » Depuis qu'elle connaît personnellement la plupart des leaders de la révolution, Warren se retrouve constamment au centre des évènements qui se déroulent de 1765 à 1789. Elle combine cet avantage à son talent pour l'écriture pour devenir à la fois une poétesse et une historienne de l'époque révolutionnaire. Toutes les œuvres de Mercy Otis Warren sont publiées anonymement jusqu'en 1790. Elle écrit plusieurs pièces, dont la satirique The Adulateur (1772), dirigée contre le gouverneur Thomas Hutchinson du Massachusetts, la pièce prédit la guerre d'indépendance.
En 1773, Elle écrit The Defeat, qui met également en scène un personnage reprenant les traits de Hutchinson, suivi en 1775 de The Group, une satire imaginant ce qu'il adviendrait si le Roi de Grande-Bretagne abrogeait la Massachusetts charter of rights. Les publications anonymes, The Blockheads (1776) et The Motley Assembly (1779) lui sont également attribuées. En 1788 elle publie Observations on the New Constitution, à la ratification de laquelle elle s'oppose en tant qu'antifédéraliste.

## Œuvres post-révolutionnaires
En 1790, elle publie Poems, Dramatic and Miscellaneous, la première œuvre qu'elle signe de son nom. L'ouvrage comprend dix-huit poèmes politiques et deux pièces. Les deux drames, The Sack of Rome et The Ladies of Castille, traitent de la liberté, des valeurs sociales et morales qui sont indispensables au succès de la jeune république.
En 1805, elle clôt sa carrière littéraire par la publication d'un ouvrage en trois volumes, History of the Rise, Progress, and Termination of the American Revolution. Le président Thomas Jefferson en commande un exemplaire pour lui-même et pour chaque membre de son cabinet. Les commentaires de son livre concernant John Adams conduiront à une vive correspondance et à la rupture de son amitié avec les Adams jusqu'en 1812.

## Décès et hommages posthumes

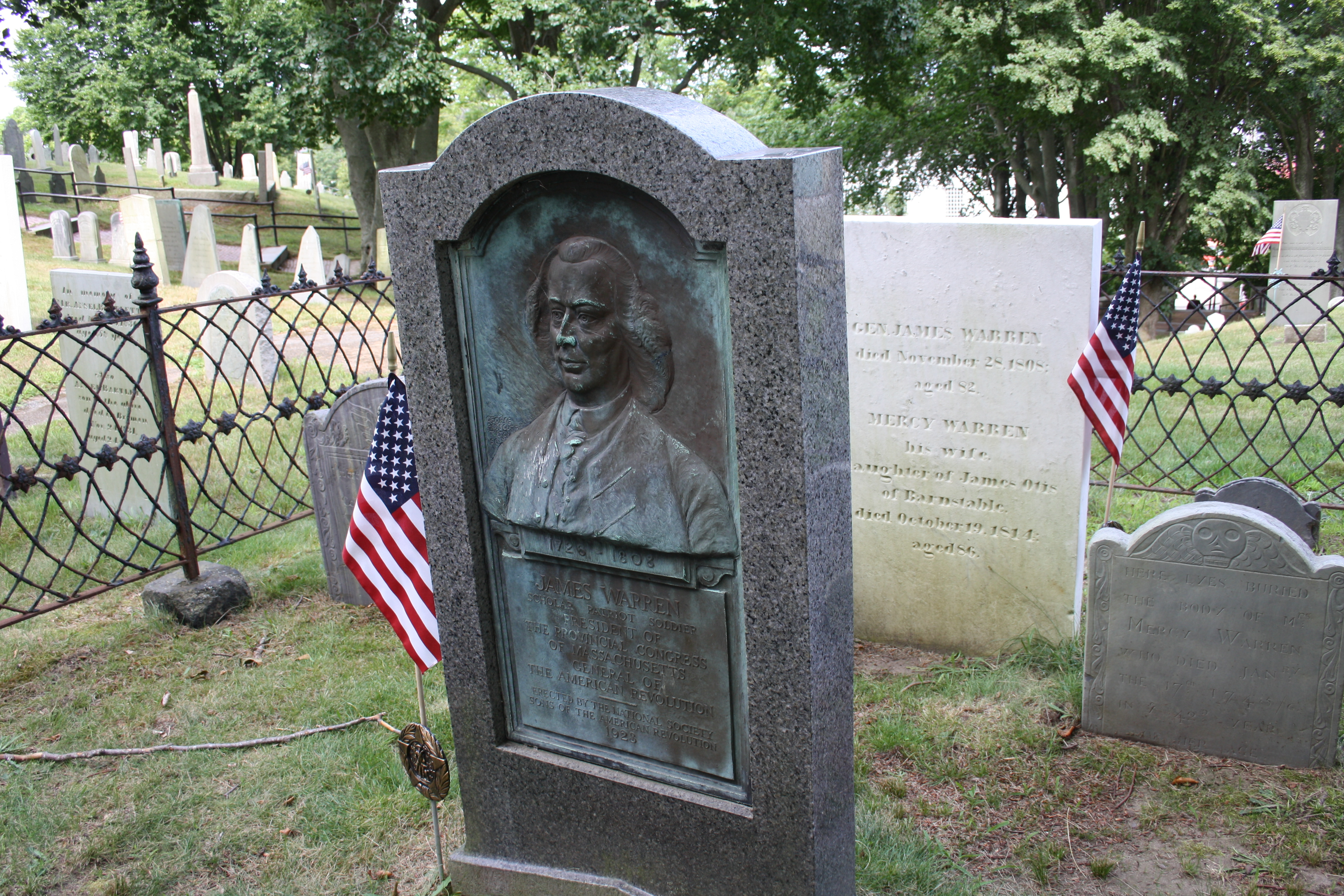
Tombe de James et Mercy Otis Warren.

Mercy Otis Warren meurt en octobre 1814, à l'âge de 86 ans. Elle repose au Old Burial Hill, à Plymouth. Le SS Mercy Warren, un Liberty ship de la Seconde Guerre mondiale, lancé en 1943, a été ainsi baptisé en son honneur. En 2002, elle a pris place au National Women's Hall of Fame de Seneca Falls dans l'État de New York.

## Hommage
- Elle est inscrite au National Women's Hall of Fame.

## Œuvres
- The adulateur a tragedy as it is now acted in Upper Servia ... Boston : Printed and sold at the New Printing-Office, near Concert-Hall, 1773. (OCLC 9552470)
- The group a farce : as lately acted, and to be re-acted, to the wonder of all superior intelligences; nigh head quarters at Amboyne : in two acts. New York : Printed by John Anderson, at Beekman's slip, 1775. (OCLC 9552445)
- The motley assembly a farce published for the entertainment of the curious. Boston : Printed and sold by Nathaniel Coverly, 1779. (OCLC 9552341)
- Observations on the new Constitution and on the federal and state conventions, Boston : [s.n.], 1788. (OCLC 22832206)
- Poems, dramatic and miscellaneous. Printed at Boston : By I. Thomas and E.T. Andrews. At Faust's Statue, no. 45, Newbury Street., 1790. (OCLC 21937809)
- The sack of Rome a tragedy in five acts. Boston : I. Thomas and E.T. Andrews, 1790. (OCLC 23750162)
- History of the rise, progress and termination of the American Revolution ... Boston : Printed by Manning and Loring, for E. Larkin, No. 47, Cornhill, 1805. (OCLC 22831811)